# Aleja 1 Maja w Zamościu
Aleja 1 Maja – jedna z głównych i najruchliwszych ulic Zamościa, która jest jedno- i dwujezdniowa oraz stanowi fragment Obwodnicy Zachodniej.

## Historia
Ulica ta powstała w 1984 roku jako element (planowanej od 1980 r.) Obwodnicy Zachodniej, która miała stanowić przedłużenie jej odpowiednika po wschodniej stronie (dzisiejsza Obwodnica Hetmańska ze zmienionym przebiegiem).

### Nazwa
Pierwotnie ulica ta miała nosić nazwę ul. Braterstwa Broni, jako przedłużenie już istniejącej (wąskiej ulicy), której nowy, planowany przebieg od ul. Śląskiej miał stykać się (jako rondo) z dzisiejszą aleją. Ostatecznie po wybudowaniu ulicy, została ona nazwana obowiązującą nazwą.

## Obecnie
Obecnie aleja ta jest fragmentem Obwodnicy Zachodniej i stąd też jest jedną z głównych ulic w mieście. Przy alei tej położona jest oczyszczalnia ścieków (nowa w pobliżu skrzyżowania z ul. Dzieci Zamojszczyzny; mniejszy fragment starej dalej na wschód, na prawym brzegu rzeki Łabuńki) i zajezdnia MZK (przy bocznej ul. Lipowej; poprzednia znajdowała się przy ul. Peowiaków, na przedpolach murów fortecznych dawnej Twierdzy Zamość).
Poza tymi obiektami, ogólnie przy alei tej skupia się niewiele zabudowy, jaką stanowią także domy jednorodzinne bliżej skrzyżowania z ul. Lubelską. Wzdłuż całej ulicy dostępna jest droga dla rowerów.